# Jake Dixon
Jake Curtis Dixon (Dover, 15 de janeiro de 1996) é um motociclista britânico, que atualmente compete na Moto2 pela equipe Ángel Nieto Team.

## Carreira
Filho do ex-piloto Darren Dixon, Jake disputou campeonatos de motociclismo em seu país e os Campeonatos Britânico e Mundial de Superbike. Em 2017, participou do Grande Prêmio realizado em Silvertone, pela equipe Dynavolt Intact GP. Pilotando uma Suter MMX2 e substituindo o alemão Marcel Schrötter (que estava lesionado), terminou em 25º lugar na prova e em 45º na classificação geral. Ele também foi inscrito para a Comunidade Valenciana, porém não largou.
Para 2019, fechou com a Ángel Nieto Team para sua primeira temporada completa na Moto. Não disputou o GP dos Estados Unidos após uma concussão, e em Jerez, foi substituído por Mattia Pasini. Seus primeiros pontos na divisão intermediária da MotoGP foram no GP da Holanda, onde chegou em 12º lugar.